# Smijiw
Smijiw (ukrainisch Зміїв; russisch Змиёв Smijow) ist eine Stadt im Osten der Ukraine und war bis Juli 2020 das administrative Zentrum des Rajons Smijiw in der Oblast Charkiw mit etwa 15.000 Einwohnern (2017).
Von 1976 bis zum 2. August 1990 trug die Stadt den Namen Gottwald (ukrainisch Готвальд Hotwald) nach dem tschechoslowakischen stalinistischen Diktator Klement Gottwald.

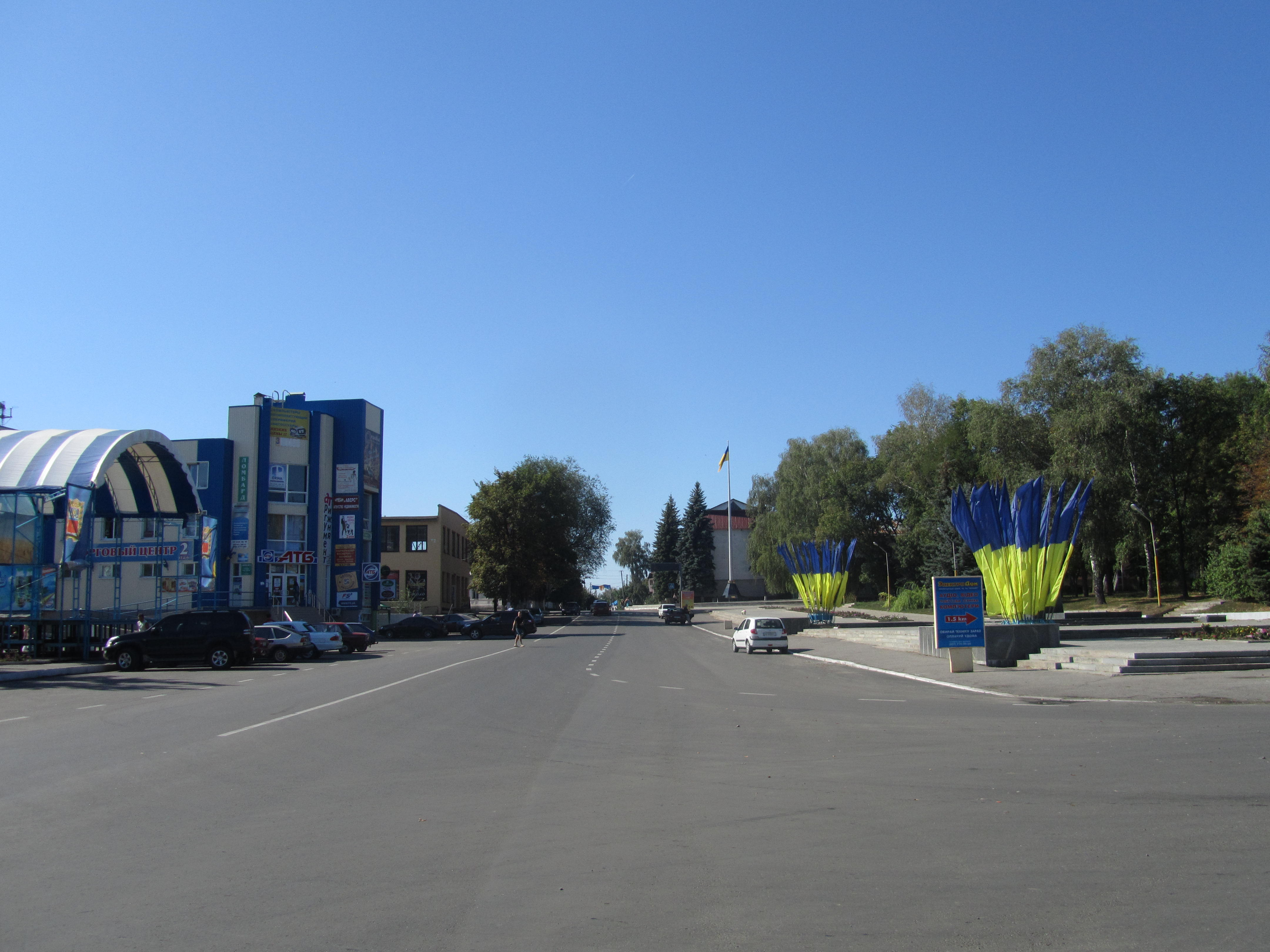
Blick ins Ortszentrum

## Geographie
Smijiw liegt am Ufer des Siwerskyj Donez, 40 km südöstlich des Oblastzentrums Charkiw, im Ort befindet sich ein Bahnhof an der Bahnstrecke Charkiw–Horliwka, die Bahnstrecke Dnipropetrowsk–Smijiw endet hier.

## Geschichte
Die erste schriftliche Erwähnung der Ortschaft stammt aus dem 12. Jahrhundert. In den folgenden Jahrhunderten wurde der Ort mehrfach von Tataren zerstört. Im Jahre 1797 erhielt Smijiw den Status einer Stadt. Im 19. Jahrhundert war die Stadt das Verwaltungszentrum des Ujesd Smijiwk im Gouvernement Charkow und 1923 wurde die Stadt Rajonzentrum des neu gegründeten Rajons Smijiw.
Am 22. Oktober 1941 wurde die Stadt von der Wehrmacht besetzt. Am 22. Dezember 1948 wurde der Stadtstatus von Smijiw erneuert.
Während des völkerrechtswidrigen Angriffskrieges Russlands gegen die Ukraine zerstörten russische Luftangriffe das Wärmekraftwerk bei Smijiw.

## Verwaltungsgliederung
Am 12. Juni 2020 wurde die Stadt zum Zentrum der neugegründeten Stadtgemeinde Smijiw (Зміївська міська громада/Smijiwska miska hromada). Zu dieser zählen auch die Siedlung städtischen Typs Sidky, die 53 in der untenstehenden Tabelle aufgelisteten Dörfer sowie die Ansiedlungen Bespaliwka, Butiwka, Lasukiwka, Tscheremuschne und Wyrischalnyj, bis dahin bildete sie zusammen mit der Ansiedlung Wyrischalnyj die gleichnamige Stadtratsgemeinde Smijiw (Зміївська міська рада/Smijiwska miska rada) im Zentrum des Rajons Smijiw.
Am 17. Juli 2020 wurde der Ort ein Teil des Rajons Tschuhujiw.
Folgende Orte sind neben dem Hauptort Smijiw Teil der Gemeinde:
| Name                     | Name           | Name                               |
| ukrainisch transkribiert | ukrainisch     | russisch                           |
| ------------------------ | -------------- | ---------------------------------- |
| Bespaliwka               | Безпалівка     | Беспаловка (Bespalowka)            |
| Bespaliwka               | Безпалівка     | Беспаловка (Bespalowka)            |
| Birotschok Druhyj        | Бірочок Другий | Борочек Второй (Borotschek Wtoroi) |
| Borowa                   | Борова         | Боровая (Borowaja)                 |
| Butiwka                  | Бутівка        | Бутовка (Butowka)                  |
| Dudkiwka                 | Дудківка       | Дудковка (Dudkowka)                |
| Hlyboka Dolyna           | Глибока Долина | Глубокая Долина (Glubokaja Dolina) |
| Hryschkiwka              | Гришківка      | Гришковка (Grischkowka)            |
| Hussyna Poljana          | Гусина Поляна  | Гусиная Поляна (Gussinaja Poljana) |
| Kostjantiwka             | Костянтівка    | Константовка (Konstantowka)        |
| Krasna Poljana           | Красна Поляна  | Красная Поляна (Krasnaja Poljana)  |
| Lasukiwka                | Лазуківка      | Лазуковка (Lasukowka)              |
| Petryschtschewe          | Петрищеве      | Петрищево (Petrischtschewo)        |
| Repjachiwka              | Реп'яхівка     | Репяховка (Repjachowka)            |
| Rosdolne                 | Роздольне      | Раздольное (Rasdolnoje)            |
| Schadaniwka              | Жаданівка      | Жадановка (Schadanowka)            |
| Sidky                    | Зідьки         | Зидьки (Sidki)                     |
| Sokolowe                 | Соколове       | Соколово (Sokolowo)                |
| Swidky                   | Звідки         | Звидки (Swidki)                    |
| Taraniwka                | Таранівка      | Тарановка (Taranowka)              |
| Tscheremuschne           | Черемушне      | Черемушное (Tscheremuschnoje)      |
| Wessele                  | Веселе         | Весёлое (Wessjoloje)               |
| Wodjane                  | Водяне         | Водяное (Wodjanoje)                |
| Wyliwka                  | Вилівка        | Виловка (Wilowka)                  |
| Wyrischalnyj             | Вирішальний    | Выришальный (Wyrischalny)          |

## Bevölkerungsentwicklung
| 1897  | 1923  | 1926  | 1939   | 1959   | 1970   | 1979   | 1989   | 2001   | 2010   | 2017   |
| ----- | ----- | ----- | ------ | ------ | ------ | ------ | ------ | ------ | ------ | ------ |
| 4.673 | 5.238 | 6.010 | 11.020 | 11.388 | 16.599 | 18.859 | 20.031 | 17.036 | 15.049 | 14.848 |

Quelle:

## Persönlichkeiten
- Iwan Derjuhin (1928–1996), sowjetischer Pentathlet
- Irina Mamai (1932–2015), sowjetische bzw. russische Landschaftsgeographin und Hochschullehrerin
- Igor Petrowitsch Wolk (1937–2017), sowjetischer Kosmonaut